# Jhonatan Candia
Jhonatan Candia, vollständiger Name Jhonatan Marcelo Candia Hernández, (* 15. März 1995 in Montevideo) ist ein uruguayischer Fußballspieler.

## Karriere

### Verein
Der auch in der Schreibweise Jonathan Candia geführte 1,71 Meter große Mittelfeldakteur absolvierte bereits in der Saison 2012/13 beim seinerzeitigen Erstligisten Liverpool Montevideo unter Trainer Raúl Möller ein Spiel (kein Tor) in der Primera División, als er am 6. April 2013 gegen Central Español in der Startelf stand. Auch in der Spielzeit 2014/15 stand er bei den mittlerweile in der Segunda División antretenden Montevideanern unter Vertrag. Neun Ligaeinsätze und drei Tore im Profiteam sind für ihn in jener Saison, die für seinen Klub mit dem Gewinn der Zweitligameisterschaft und dem Aufstieg endete, verzeichnet. In der Erstligaspielzeit 2015/16 bestritt er 19 Erstligabegegnungen (ein Tor). Während der Saison 2016 kam er in 13 Ligapartien (ein Tor) zum Einsatz.

### Nationalmannschaft
Candia ist Mitglied der uruguayischen U-20-Nationalmannschaft. Bereits Anfang Juli 2012 wurde er vom seinerzeitigen Trainer Juan Verzeri zu einem Trainingslehrgang der U-20 einberufen. Im Mai 2014 wurde er ebenfalls von Trainer Fabián Coito für die U-20 nominiert. Beim 1:1-Unentschieden am 10. Juni 2014 gegen Paraguay stand er in der Startelf. Zwei Tage später kam er beim 2:1-Sieg Uruguays über denselben Gegner zu einem weiteren Länderspieleinsatz.